# Авро
За лично име, погледајте Аврам (име).
Авро (енгл. A.V. Roe and Company) је британска фирма и фабрика авиона основана 1910. године у Грингејту, Манчестеру и Мидлтону. Послије 1935. потпада под Хокер Сидели групу (Hawker Siddeley Group) под називом A.V. Roe Division, а 1963. мијења назив у Avro Witworth Division.
Године 1945. у Канади отвара одјељак под називом Авро Канада (Avro Canada).
Најважнији авиони произведени у фабрици Авро су: Авро Ланкастер (7500 авиона), Јорк, Ланкастриан и Ансон (12000). Послије Другог свјетског рата прави авионе Тјудор (путнички), Авро вулкан (бомбардер), Аргоси, и летећу бомбу блу стил (Blue Steel).